# Polyzi
Polyzi (ukrainisch Полиці; russisch Полицы Polizy, polnisch Police) ist ein Dorf im Nordwesten der ukrainischen Oblast Riwne mit etwa 1250 Einwohnern.

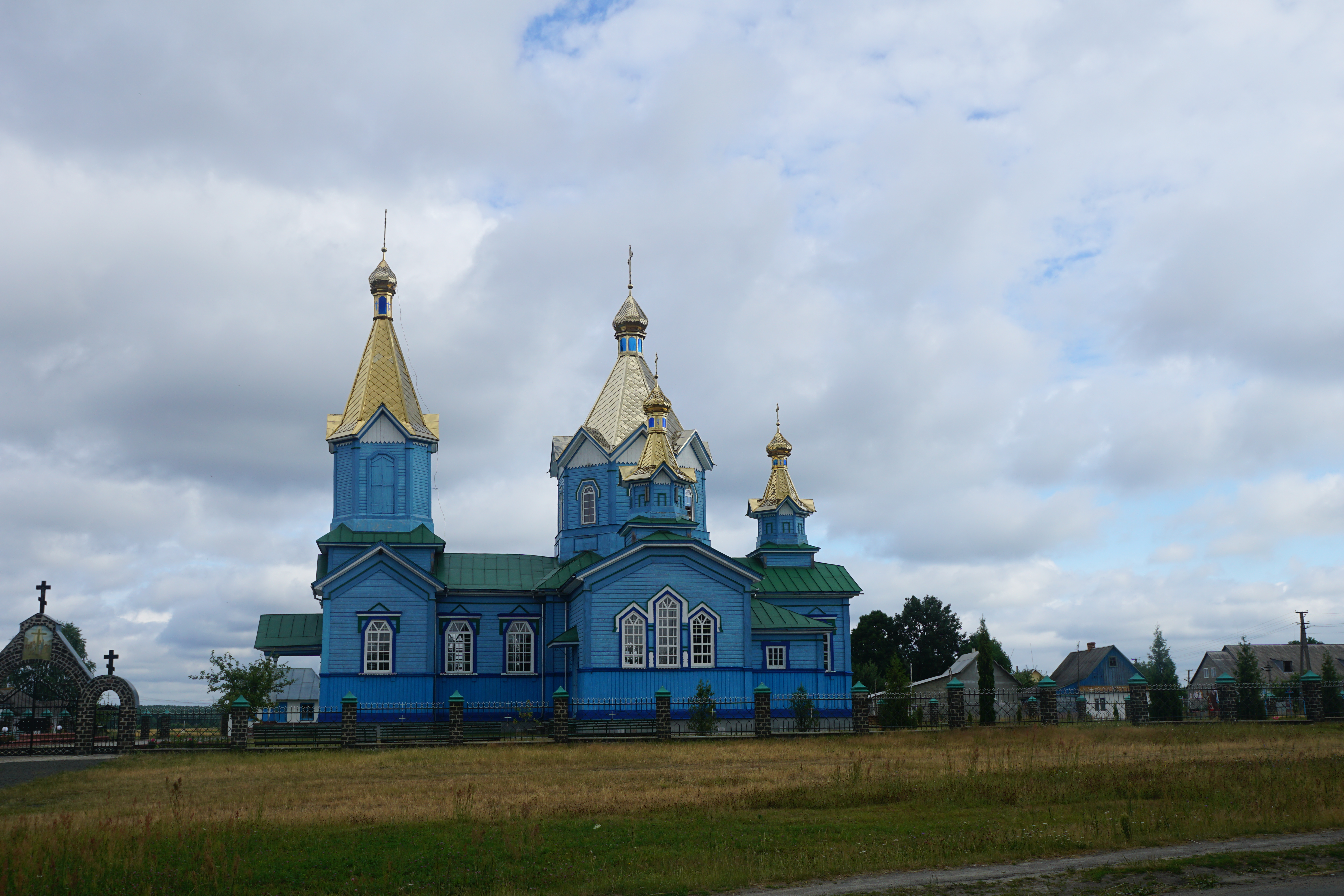
Hölzerne Kreuzerhöhungskirche im Dorf

Das erstmals 1629 schriftlich erwähnte Dorf liegt auf einer Höhe von 174 m an der Quelle der Wyrka (Вирка), einem 27 km langen Nebenfluss der Horyn, 22 km südwestlich vom ehemaligen Rajonzentrum Wolodymyrez, und 95 km nördlich vom Oblastzentrum Riwne.
Im Süden der Ortschaft verläuft die M 07 / E 373. Die TerritorialstraßeT–18–08 führt vom Dorf aus in die 7 km nordwestlich liegende Kleinstadt Rafaliwka. Im Dorfzentrum befindet sich die 1901 geweihte, hölzerne orthodoxe Kreuzerhöhungskirche.

## Verwaltungsgliederung
Am 12. Juni 2020 wurde das Dorf zum Zentrum der neugegründeten Landgemeinde Polyzi (Полицька сільська громада Polyzka silska hromada). Zu dieser zählen noch die 7 in der untenstehenden Tabelle aufgelistetenen Dörfer, bis dahin bildete es zusammen mit den Dörfern Iwantschi, Soschnyky und Wereteno die Landratsgemeinde Polyzi (Полицька сільська рада/Polyzka silska rada) im Süden des Rajons Wolodymyrez.
Am 17. Juli 2020 wurde der Ort ein Teil des neugegründeten Rajons Warasch.
Folgende Orte sind neben dem Hauptort Polyzi Teil der Gemeinde:
| Name                     | Name       | Name                        | Name                       | Name |
| ukrainisch transkribiert | ukrainisch | russisch                    | polnisch                   |      |
| ------------------------ | ---------- | --------------------------- | -------------------------- | ---- |
| Balachowytschi           | Балаховичі | Балаховичи (Balachowitschi) | Bołochowicze               |      |
| Iwantschi                | Іванчі     | Иванчи                      | Iwancze, Janówka, Iwanówka |      |
| Majunytschi              | Маюничі    | Маюничи (Majunitschi)       | Majunicze                  |      |
| Ostriw                   | Острів     | Остров (Ostrow)             | Ostrów, Ostrowce           |      |
| Romejky                  | Ромейки    | Ромейки (Romeiki)           | Romejki                    |      |
| Soschnyky                | Сошники    | Сошники (Soschniki)         | Soszniki                   |      |
| Wereteno                 | Веретено   | Веретено                    | Weretenicze                |      |